# 土耳其人綁架事件

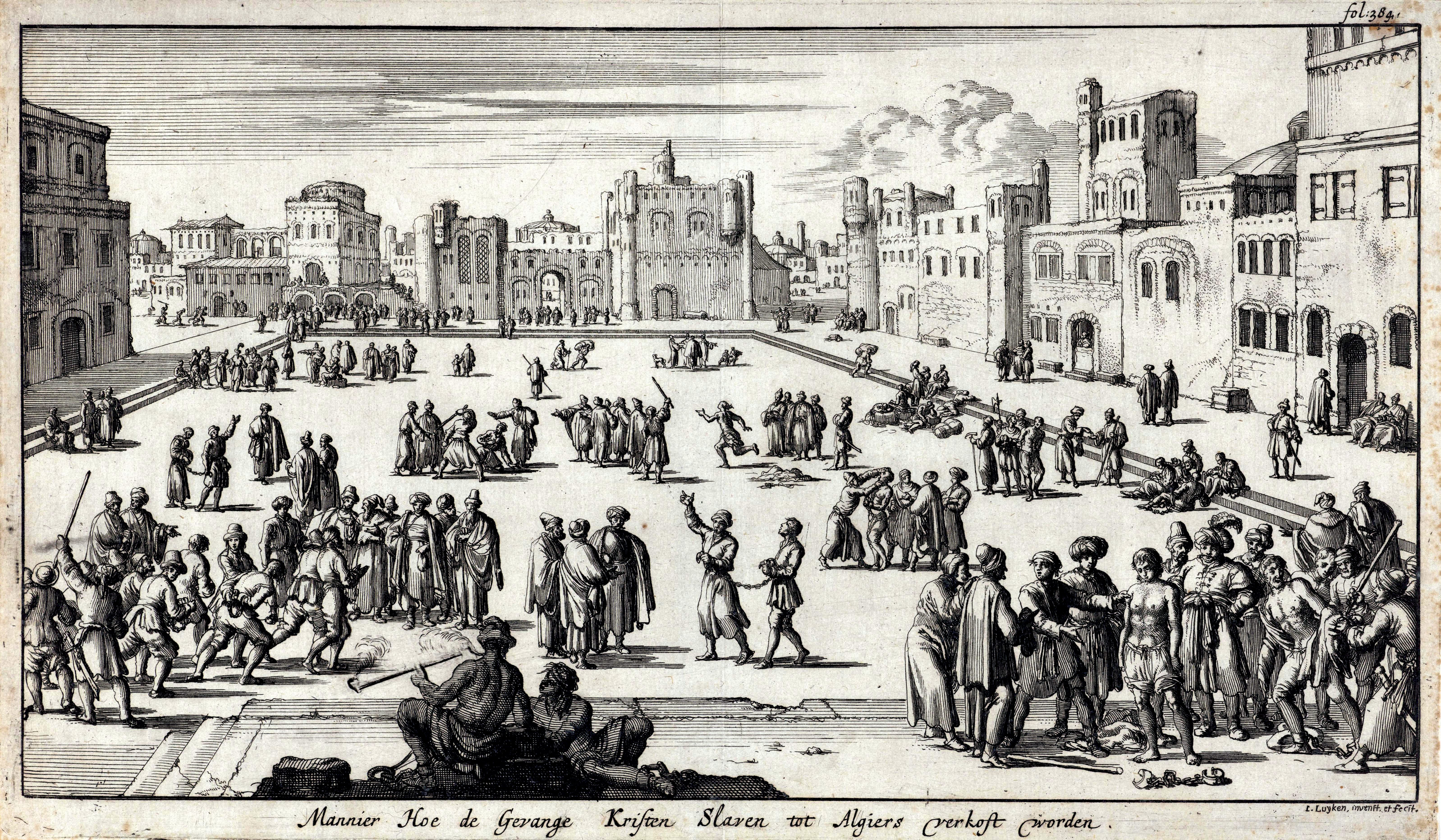
1684年，在阿爾及爾攝政的阿爾及爾奴隸市場上遭到販賣的歐洲人

土耳其人綁架事件（[ˈtʰɪr̥caˌrauːnɪθ]）為1627年夏天，在冰島發生的一系列海盜劫持事件。這些海盜大多來自於阿爾及爾、塞拉兩城，他們在當時襲擊了格林達維克、東部區與韋斯特曼納埃亞爾，造成五十來人被殺，近四百人被俘並作為奴隸販賣。後來的9-18年後，約有五十人最終因支付了贖金而得以恢復自由身。
土耳其人一詞在此並非是指所謂的「土耳其人」、土耳其國家或者廣泛來說的突厥人。該詞在當時為對地中海地區所有穆斯林的統稱，當時他們大多數都已經隸屬鄂圖曼帝國臣民，或者成為鄂圖曼帝國的附屬。在17世紀時，大多數被稱作「土耳其人」的都是後來改宗伊斯蘭教或者自願皈依伊斯蘭教的歐洲基督徒。

## 海盜的突擊

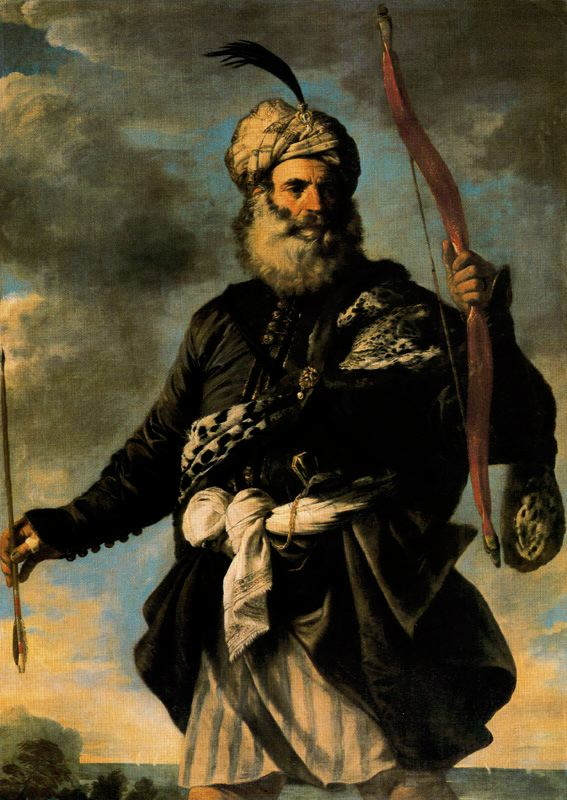
巴巴里海盜

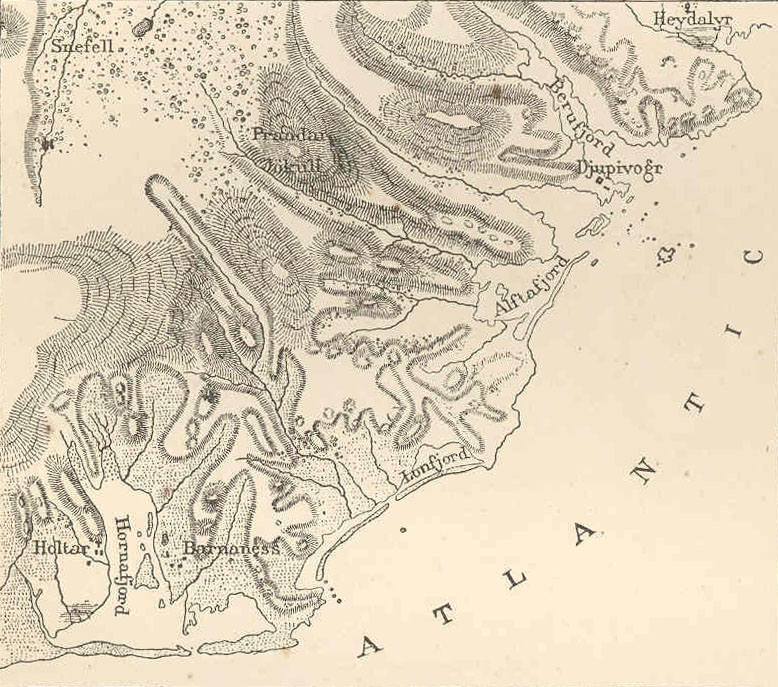
冰島東南角的峽灣

巴巴里海盜分成兩批來到冰島：第一批來自於塞拉，一個月後出現的第二批則是來自阿爾及爾。其中指揮第一批海盜船隊的指揮官叫做揚·揚松的荷蘭人，他在被海盜俘虜後就轉而加入海盜的行列。

### 格林達維克
1627年6月20日，來自塞拉的海盜們襲擊了格林達維克漁村。在那裏，他們俘虜了12-15位冰島人與相同數量的丹麥、荷蘭籍水手，並造成兩位當地人死亡。此外他們還俘虜了兩艘船，並順道劫掠了第三艘船。
後來海盜們帶著這些船前往當地總督府並突擊當地，但並未進一步登陸。據說他們被當地防禦工事之大砲與從南半島區迅速集結而來的槍騎兵擊退。這些海盜最終都安然返回北非並將那些奴隸全部售出。

### 東部區
1627年7月5日到13日，來自阿爾及爾的第二批海盜於東部區進行掠奪。他們俘虜了一艘丹麥商船並將其擊沉。共有110位冰島人被俘，其中大部分皆來自貝呂峽灣與布雷茲谷，還有些丹麥商船船員也被俘。此外許多牲畜、銀器與其他物品也被搶走。
由於海盜們在福斯克魯斯菲厄澤以北遇到了強風，所以他們掉頭、沿著冰島的南海岸航行。另外一艘海盜船就在那時加入了他們，並順道俘獲一艘英國漁船。

### 韋斯特曼納埃亞爾
由於當時冰島南海岸沒有任何港口與登陸點，三艘海盜船最終於7月16日來到了韋斯特曼納埃亞爾，此乃位於海岸附近的島群。他們對那裏的村莊與赫馬島進行為期三天的襲擊，共234人被俘虜，34人被殺（包含一位當地的村長）。許多的抵抗者與一些老弱婦孺被殺害，許多市場建築與教堂也被燒毀。海盜們最後於7月19日返回阿爾及爾。

## 在巴巴里的生活
在到了阿爾及爾後，奴隸們都被關進監獄，「在那裏，有許多的人都圍過來看著我們，我們對他們來說是相當罕見的一類人。那裏也有一些同樣被抓到這裡的異教婦女（無論黑白），她們都很同情我們的遭遇，並為此搖頭、流淚。她們中的有些人會給小孩們麵包或者小硬幣。」隨後，住在城中的指揮官會挑選出幾個人出來，剩下的都會被賣到奴隸市場。
許多人到了非洲後都因病去世。將近百人後來都皈依伊斯蘭教，多數乃年輕人。八年之後，有紀錄在內的冰島人中仍有70人信奉基督教。
有一些寫信到冰島的信封。來自東部區的俘虜格維托米爾·哈德爾松（Guttormur Hallsson）於1631年在巴巴里地區寫的信中道：「這裡的主人之待遇彼此差別很大。有些奴隸會遇到善良、溫和與介於兩者之間的主人，但有些奴隸會很不幸地，遇到野蠻、殘忍且心狠手辣的暴君，他們從來不會停止虐待他們，並逼迫他們在衣不蔽體、食不果腹的情況下勞動，並無時無刻用鐵鍊綑綁著他們。」

## 歸國

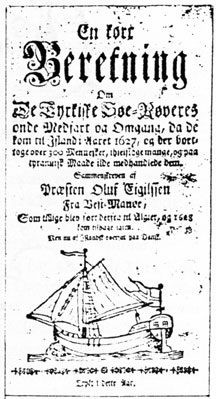
奧拉夫·埃吉爾松的書中即有提到相關經歷

來自韋斯特曼納埃亞爾的牧師奧拉維爾·埃吉爾松在阿爾及爾恢復自由身後，便動身準備去籌備來幫其他奴隸們支付贖金。他最終選擇在哥本哈根進行，但籌款工作進行第相當緩慢。
募款期間曾發生兩次把贖金運到阿爾及爾的人在後來背叛了俘虜，用這些贖金購買商品並返回歐洲進行貿易。為此他在一封信中描述了這個痛苦：
「......要知道，那些曾兩次帶著我們的贖金來到阿爾及爾的人，他們卻用這些錢拿來作買賣，並為一己私利斷送了我們的自由，因為他們從未承諾過他們能釋放任何人，甚至說從未承諾過他們是來釋放奴隸的。相反的，他們告訴我們要以上帝的名義，向我們仁慈的主人與上帝請願，藉此獲得自由，然後他們就一邊對頭腦簡單的可憐人說著滿口仁義道德的話，一邊帶著獸皮與糖返回歐洲了，只留下他們的謊言和迷霧。」
第一筆鉅額贖金在綁架事件後的第九年被支付，共有34位冰島人藉以成功離開阿爾及爾。其中六人在返途中不幸喪命，一人到了格呂克施塔特，其他人則用了某些方法成功返回。1645年，又有八人成功被贖回哥本哈根。最後共有50人重歸自由，但並非所有人都返回冰島家鄉。
在這些俘虜中比較知名的為格維茲里聚爾·西莫納多蒂爾，她在返回冰島後嫁給了冰島著名詩人之一的哈德格里米爾·彼得松。

## 相關遺產
土耳其綁架事件在冰島被視為一個重大事件，時至今日仍被廣泛討論，但在其他地方則幾乎無人問津。當時有許多關於這個事件的詳細著作，比如主要講述奧拉夫·埃吉爾松的經歷（即《奧拉夫·埃吉爾松遊記》），他在2008年被翻譯成英語版。當時被綁架這檔事被視為上帝對冰島的「罪惡」生活方式的懲罰。此事件乃近代冰島唯一一次造成人員傷亡的武裝遠征。

## 另見
- 巴巴里奴隸貿易
- 巴爾的摩劫掠事件（英语：Sack of Baltimore）
- 奴隸基金（英语：Sklavenkasse）
- 南島劫掠事件（英语：Slave raid of Suðuroy）
- 鄂圖曼帝國奴隸制（英语：Slavery in the Ottoman Empire）

## 註腳
1. 1 2 3 4 5 6 7 8 9  Þorsteinn Helgason. . Vísindavefurinn.   [2020-12-06]. （原始内容存档于2022-04-08） （冰岛语）.
2. 1 2 3  Þorsteinn Helgason. . Vísindavefurinn.   [2020-12-06]. （原始内容存档于2015-02-06） （冰岛语）.
3. 1 2 3 4 5 6 7 8 9 10 11 12 13 14 15 16 17 18 19 20 21 22 23 24 25 26 27 28 29 30 31 32 33 34  Þorsteinn Helgason. . Vísindavefurinn.   [2019-06-10]. （原始内容存档于2015-02-06） （冰岛语）.
4. ↑  Vernon O. Egger. . Routledge. 2016: 196. ISBN 978-1-315-51107-8.
5. ↑  Vilhjálmur Þ. Gíslason, Bessastaðir: Þættir úr sögu höfuðbóls. Akureyri. 1947
6. ↑  Peter Madsen, "Danish slaves in Barbary" 的存檔，存档日期2014-11-10., Islam in European Literature Conference, Denmark
7. 1 2 3  . （原始内容存档于2024-01-03）.
8. ↑  Egilsson, Ólafur (2016). The Travels of Reverend Ólafur Egilsson: The Story of the Barbary Corsair Raid on Iceland in 1627. Translated from the original Icelandic text and edited by Karl Smári Hreinsson and Adam Nichols. Washington, D.C.: Catholic University of America Press. ISBN 978-0-8132-2869-3.